# 重油

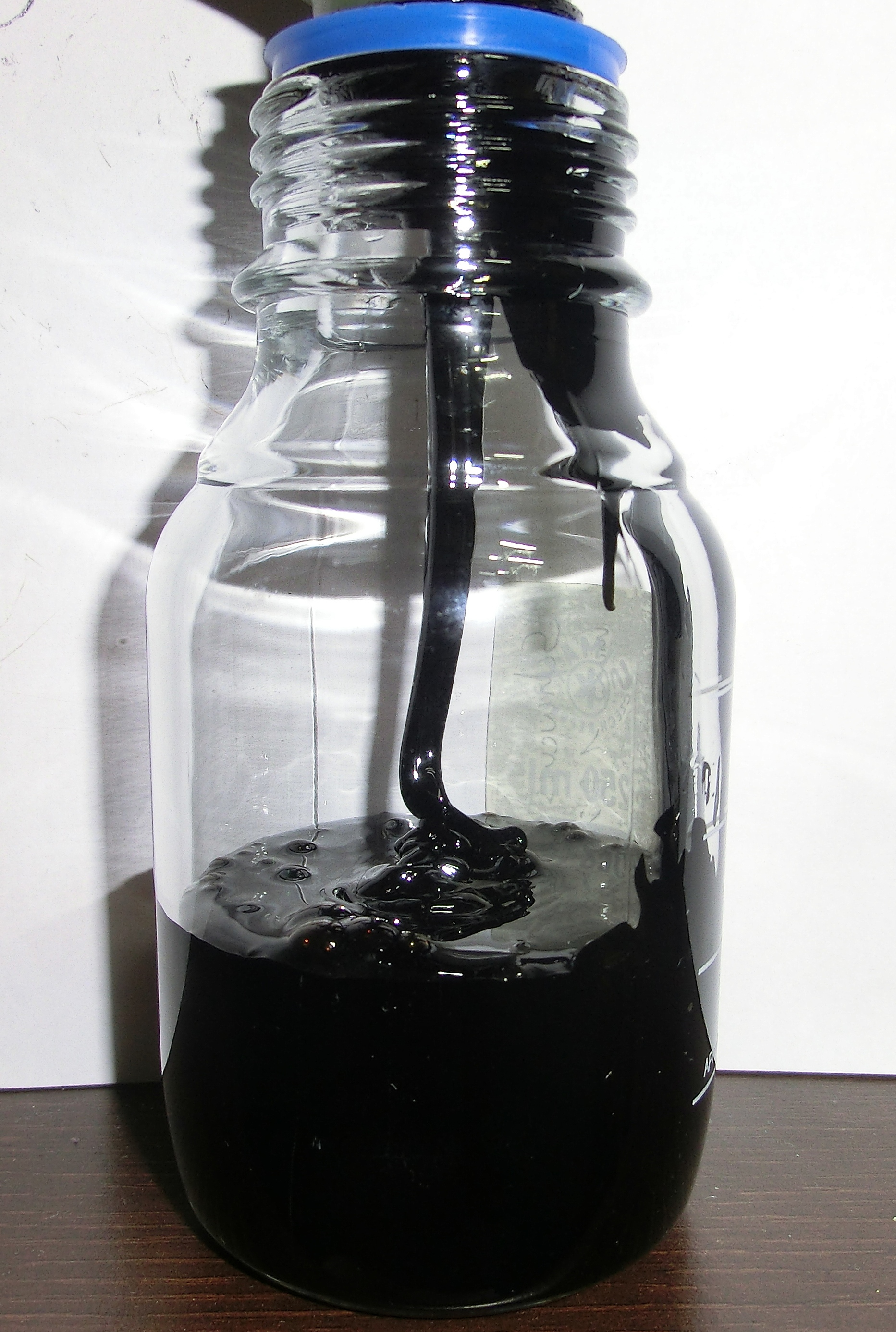
一瓶重油

重油，又稱燃料油，是原油提取汽油、柴油后的剩余重质油，其特点是分子量大、黏度高。重油的比重一般在0.82～0.95，熱值在10,000～11,000kcal/kg左右。其成分主要是碳氫化合物，另外含有部分的（約0.1～4％）的硫磺及微量的無機化合物。

## 用途

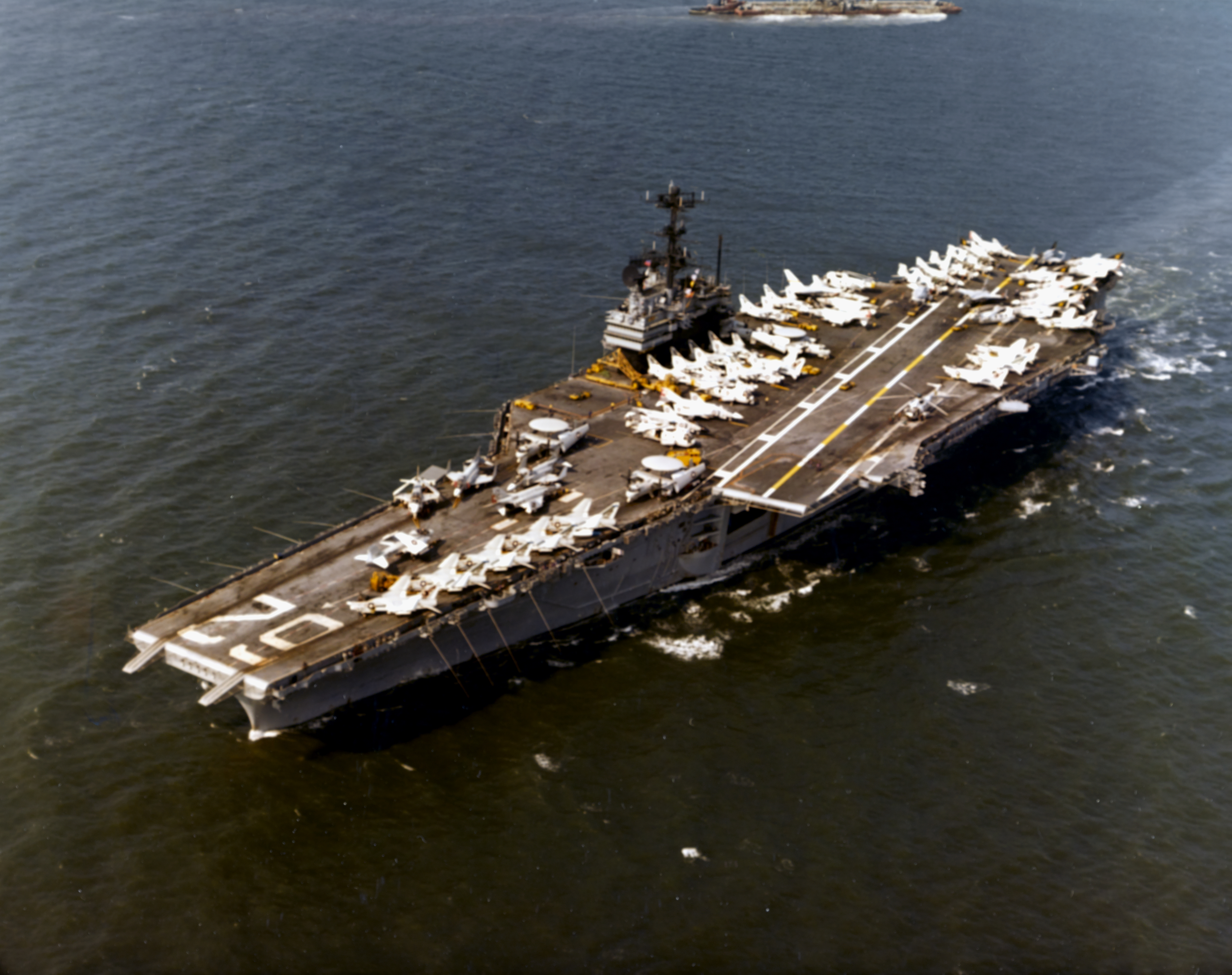
以蒸汽渦爐作為動力的大型船艦會以重油作為燃料，圖為美國常規動力航空母艦獨立號

主要用于大型蒸汽渦爐轮机船艦、燃氣輪機機車及中大型船舶用引擎的燃油。重油可以用作现代大型燃煤锅炉的启动点火燃料。现在对重油的研究方向主要是长链烃的裂化，目的是通过裂解重油得到轻质的柴油或者煤油。此外，二戰期間重油可用於制造燃燒彈。

## 外部連結
- Gushor Inc. - Heavy Oil Geoscience & Reservoir Engineering （页面存档备份，存于）
- OTS Heavy Oil Science Centre （页面存档备份，存于）
- Schlumberger map of global heavy oil resources
- Molecular Basis of Heavy Organics in Petroleum and Heavy Oil （页面存档备份，存于）